# Elliot Silverstein
Pour les articles homonymes, voir Silverstein (homonymie).
Elliot Silverstein est un réalisateur et producteur américain né le 3 août 1927 à Boston (Massachusetts) et mort le 24 novembre 2023 à Los Angeles (Californie).

## Biographie

### Mort
Elliot Silverstein est mort le 24 novembre 2023 à Los Angeles (Californie) à l'âge de 96 ans.

## Filmographie

### Comme réalisateur
- 1961 : The Dick Powell Show (en) (série télévisée)
- 1961 : Le Jeune Docteur Kildare (Dr. Kildare) (série télévisée)
- 1962 : Belle Sommers (TV)
- 1962 : The Nurses (série télévisée)
- 1965 : Cat Ballou
- 1967 : Les Détraqués (The Happening)
- 1970 : Un homme nommé cheval (A Man Called Horse)
- 1973 : Nightmare Honeymoon
- 1977 : Enfer mécanique (The Car)
- 1986 : Betrayed by Innocence (TV)
- 1987 : La Nuit de tous les courages (Night of Courage) (TV)
- 1987 : Fight for Life (TV)
- 1990 : Rich Men, Single Women (TV)
- 1994 : Flashfire

### comme producteur
- 1977 : Enfer mécanique (The Car).